# Medicago sauvagei
Medicago sauvagei är en ärtväxtart som beskrevs av Negre. Medicago sauvagei ingår i släktet luserner, och familjen ärtväxter. Inga underarter finns listade i Catalogue of Life.